# Availles-en-Châtellerault
Availles-en-Châtellerault – miejscowość i gmina we Francji, w regionie Nowa Akwitania, w departamencie Vienne.
Według danych na rok 1990 gminę zamieszkiwało 1175 osób, a gęstość zaludnienia wynosiła 76 osób/km² (wśród 1467 gmin regionu Poitou-Charentes Availles-en-Châtellerault plasuje się na 251. miejscu pod względem liczby ludności, natomiast pod względem powierzchni na miejscu 562.).